# Calum Elliot
Calum Elliot (* 30. März 1987 in Edinburgh) ist ein schottischer Fußballspieler auf der Position eines Stürmers. Er beendete seine Spielerkarriere 2015 und arbeitet derzeit als Trainer bei Tranent Juniors FC (Saison 2021–2022).

## Karriere

### Verein
Elliot wuchs im Südwesten von Edinburgh auf und besuchte dort die Bonaly Primary School und Firrhill High School. 2004 unterschrieb er einen Profivertrag bei Heart of Midlothian. In der Saison 2004/05 gab Elliot gegen Inverness Thistle sein Debüt für die Hearts. Im Dezember 2005 schoss Elliot im 5:0-Erfolg über den FC Falkirk sein erstes Tor für die Hearts und wurde damit mit 18 Jahren jüngster Torschütze der Hearts aller Zeiten. 2006 wurde Elliot überraschend für sechs Monate an den FC Motherwell verliehen. 2008 wechselte der Schotte auf Leihbasis zum FC Livingston. Dort wurde er im September als Young Player of the Month der Scottish Football League ausgezeichnet, da er in seinen ersten vier Ligaspielen fünfmal traf und ein Tor vorbereitete.

### Nationalmannschaft
Elliot spielte bislang in Schottlands U-19 und U-21. 2007 nahm er an der Junioren-Fußballweltmeisterschaft 2007 in Kanada teil.